# 格雷格·奧爾曼
格雷格·李諾赫·奧爾曼（英語：Gregory LeNoir Allman，1947年12月8日—2017年5月27日），美國男創作歌手及音樂家。他以在欧曼兄弟乐团中的演出而聞名。奧爾曼熱愛藍調，這使欧曼兄弟乐团有時將其與摇滚乐、爵士樂和鄉村音樂結合在一起。他創作了樂團中幾首最偉大的歌曲，包括〈鞭打崗位〉（Whipping Post）、〈梅莉莎〉（Melissa）和〈午夜騎士〉（Midnight Rider）。奧爾曼的個人事業也很成功，發行了七張錄音室專輯。
奧爾曼一生都在與酗酒和濫用毒品作鬥爭，藉此構成了回憶錄《我的十字架承受》（My Cross to Bear，2012年）的基底。他的最後一張專輯《南方之血》（Southern Blood）於2017年9月8日死後發行。
奧爾曼會用哈蒙德風琴和吉他演奏，並以他深情的聲音而聞名。在音樂界的成就，他被稱為南方摇滚的先鋒，並獲得了無數獎項，其中包括一座葛萊美獎；奧爾曼入選摇滚名人堂和喬治亞州音樂名人堂。他獨特的嗓音使他在《滾石》的「史上100位偉大歌手」名單中名列第70位。

## 外部連結
- 官方网站